# Hiroyuki Takei
Hiroyuki Takei (武井宏之), född den 15 maj 1972 i Yomogita, är en japansk mangaka.
Hiroyuki Takei föddes i Yomogita nära Aomori på norra Honshu. Hans första manga var SD Hyakkaten. Han blev sedan assistent åt den berömda mangakan Nobuhiro Watsuki och Tamakichi Sakura.
Takeis karriär kom först igång då han fick mangan Butsu Zone publicerad i Weekly Shonen Jump. Takei är nära vän med mangakan Eiichiro Oda som också han varit assistent åt Watsuki.
Takeis mest kända manga är Shaman King som också den publicerades i Weekly Shonen Jump.